# Dicksonia antarctica
Dicksonia antarctica, còn có tên thông dụng là dương xỉ mềm, là một loài dương xỉ bản địa các bộ phận của Úc, cụ thể là phía đông nam Queensland, ven biển New South Wales, Victoria và Tasmania.

## Tham khảo

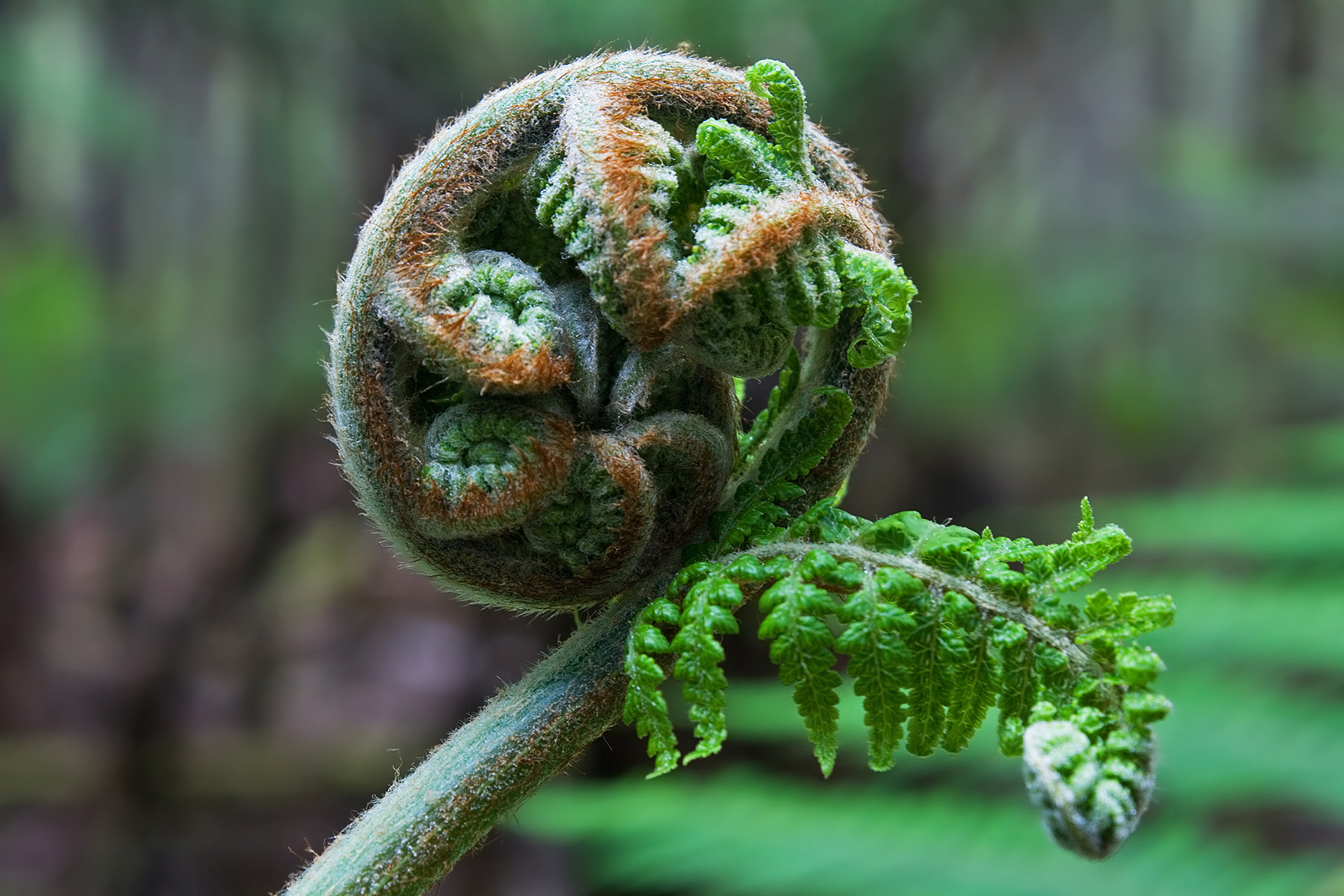
Shoot

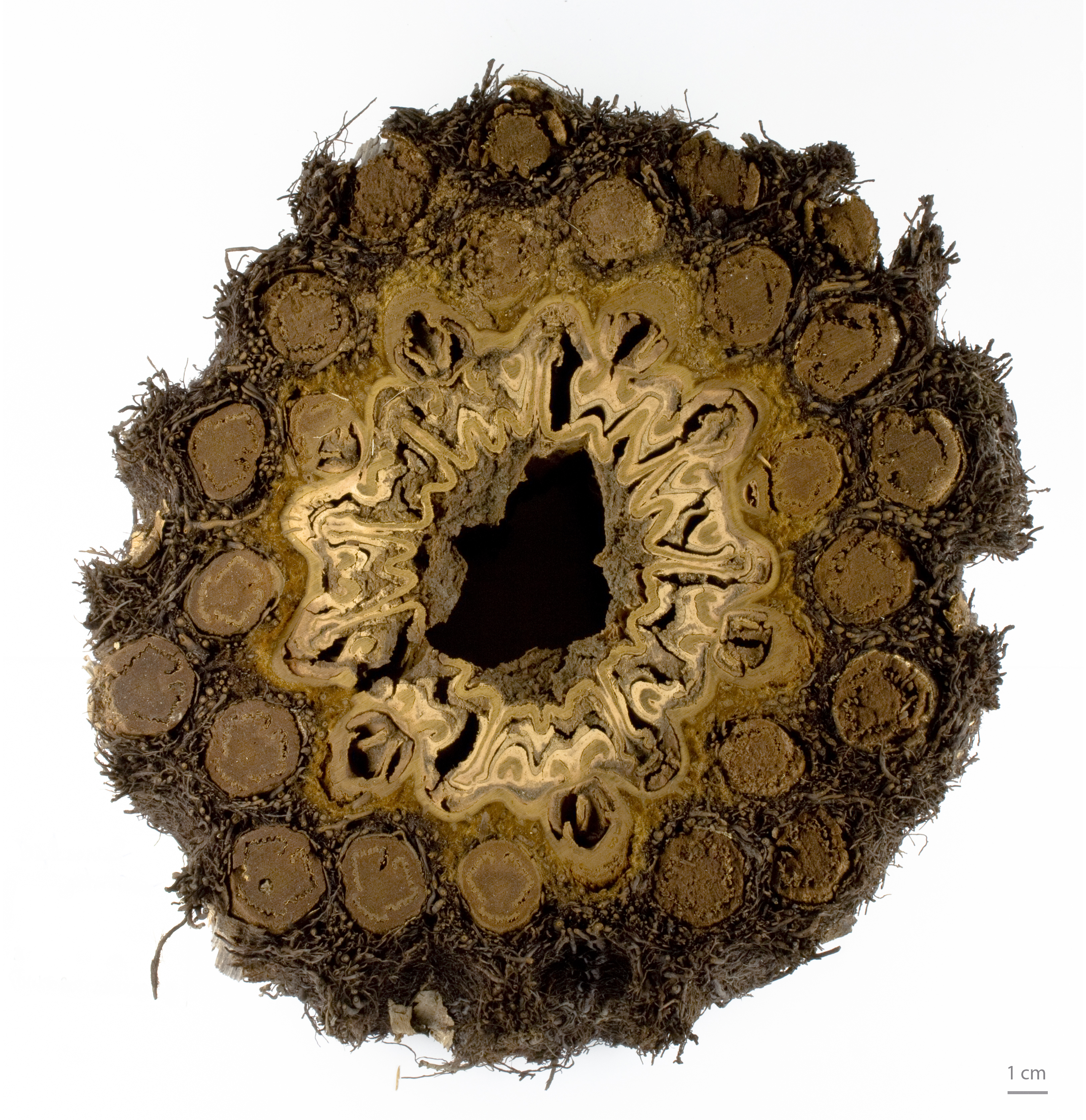
Dicksonia antarctica - MHNT